# مؤتمن محمد
مؤتمن محمد (ولد في 21 يونيو 2005) هو لاعب كرة قدم قطري من أصل سوداني، يلعب كظهير أيمن في كولتورال ليونيسا ب الإسباني معار من نادي الوكرة القطري.

## مسيرة اللاعب
بدأ مع نادي الوكرة في عام 2022 وأعير إلى نادي كالاهورا ب الإسباني في عام 2023 و أعير إلى كولتورال ليونيسا الإسباني في عام 2024 لمدة موسم.